# Akebia quinata
Akebia quinata é uma trepadeira nativa de regiões do Japão, da China e da Coreia. O seu nome popular é trepadeira-chocolate.
A flor tem um cheiro chamativo de chocolate. Já a fruta tem sabor de  chocolate com um leve toque de baunilha. A planta pode chegar até 5 metros de altura.